# ベンジャミン・チャンプニー
ベンジャミン・チャンプニー（Benjamin Champney、1817年11月20日 - 1907年12月11日）はアメリカ合衆国の画家である。ニューハンプシャー州のコンウェイで活動した最初の画家のひとりであり、19世紀後半に近くのホワイト山地の美しい風景を描いた、「ホワイト・マウンテン・アート」と呼ばれる画家のグループを代表する画家である。

## 略歴
ニューハンプシャー州、ヒルズボロ郡のNew Ipswichで生まれた。1838年からボストンの美術印刷会社、Pendleton's Lithographyで、海洋画家、フリッツ・ヘンリー・レーンの弟子になった。1841年からパリに渡り、5年間ヨーロッパで絵画を学び、いったん帰国した後、再びヨーロッパに渡り、ライン川の風景を描いた。1848年に帰国し、描いた作品をボストンや、アメリカ東海岸の各地で展覧会を開き、展示した。
1850年に友人の画家、ジョン・フレデリック・ケンセットとホワイト山地を訪れた。ホワイト山地の風景はボストンやニューヨークで活動する画家をひきつけ、チャンプニーは結婚した後、ホワイト山地に近いコンウェイの町に家を買い、その後50年間にわたって夏はコンウェイですごし、コンウェイの家は、多くの芸術家が集まる場所となった。1854年にはケンセットとドイツ、スイスへ旅した。1855年にボストン美術クラブの創立メンバーとなり、1856年から会長を務めた。
マサチューセッツ州のウーバン で死去した。
チャンプニーの作品はニューハンプシャー歴史協会(New Hampshire Historical Society)やカリアー美術館(Currier Museum of Art)、プリマス州立大学のホワイトマウンテン博物館(Museum of the White Mountains) などに残されている。

## 作品

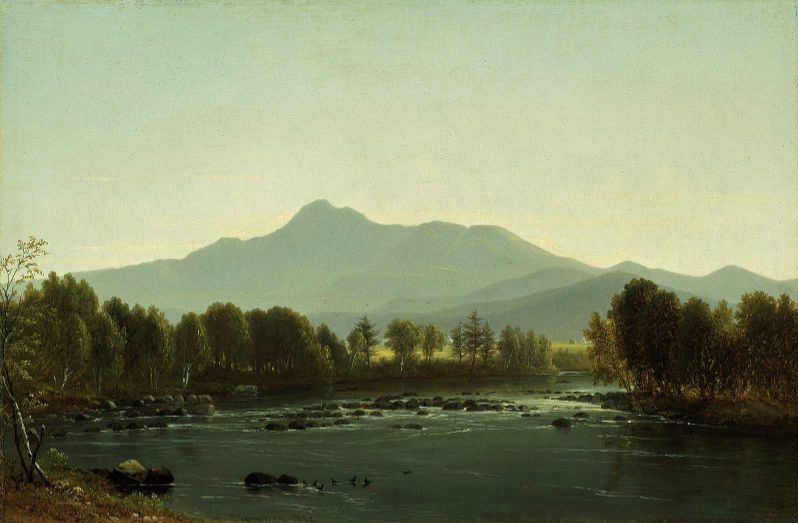
チョコルア山 (1858)
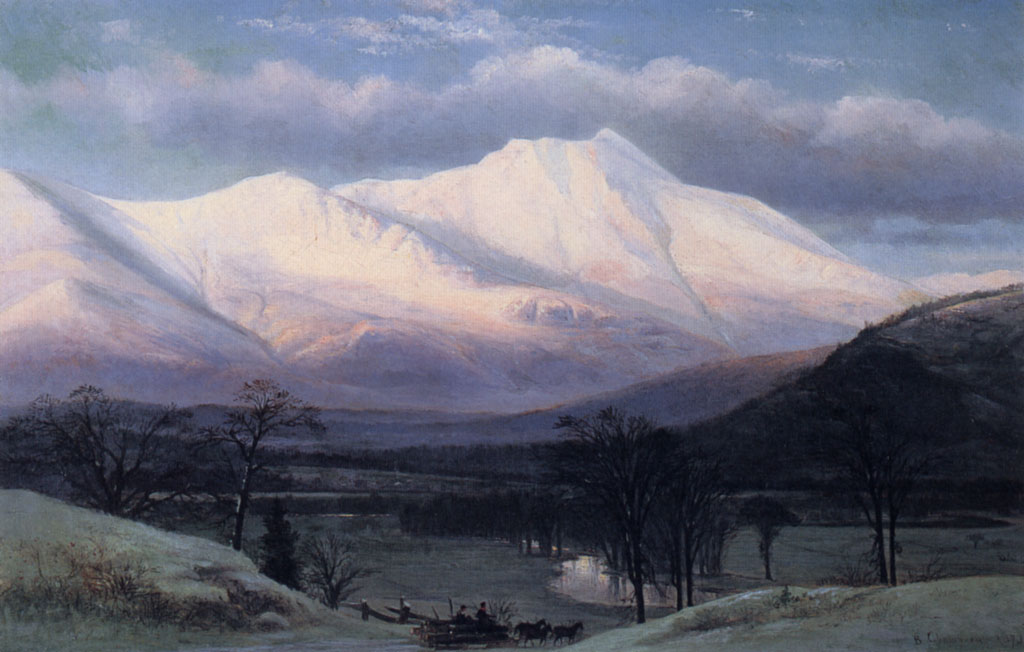
冬のノースモート山(1873)
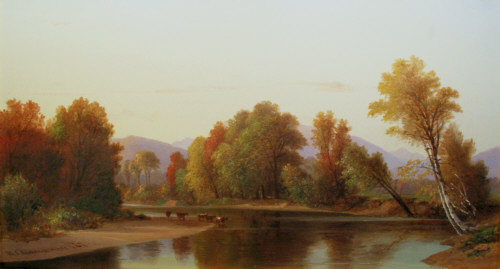
サーコ川
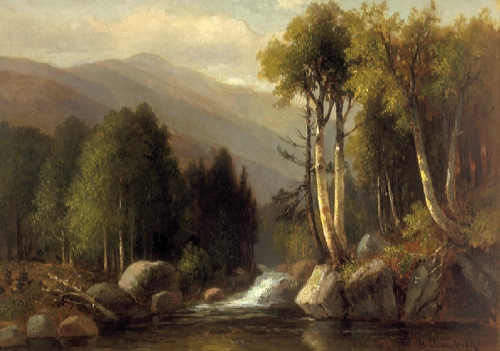
ワシントン山
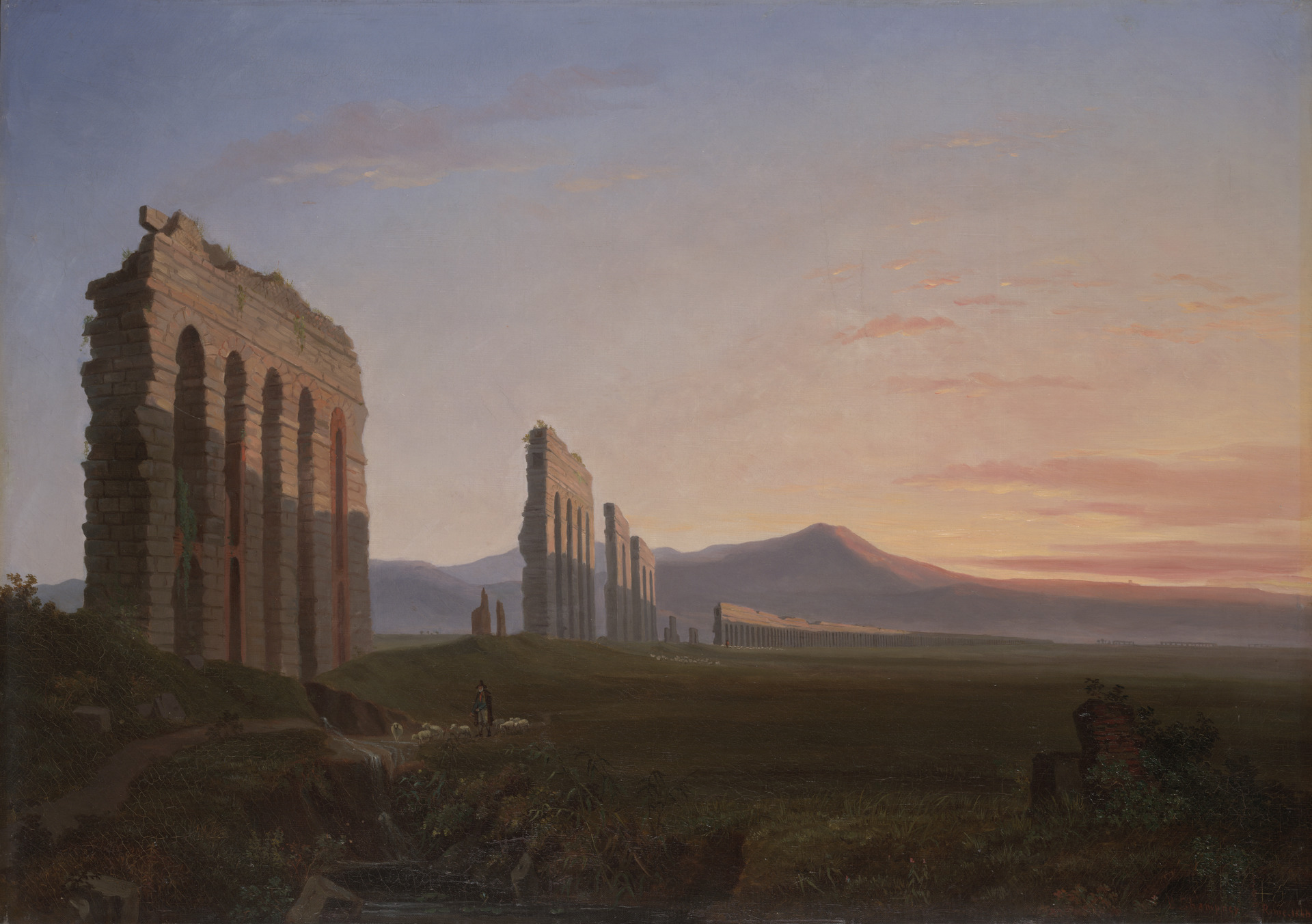
イタリアの風景
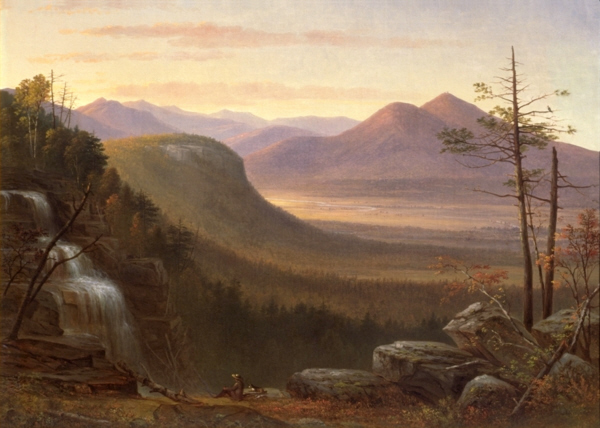
サーコ川とトンプソンの滝